# علی شاشال وورال
علی شاشال وورال (انگلیسی: Ali Şaşal Vural؛ زادهٔ ۱۰ ژوئیهٔ ۱۹۹۰) بازیکن فوتبال اهل ترکیه است.
از باشگاه‌هایی که در آن بازی کرده‌است می‌توان به باشگاه فوتبال آلتای اسپور و باشگاه فوتبال اسکی‌شهراسپور اشاره کرد.